# 本·米
本杰明·托马斯·米（英語：Benjamin Thomas Mee；1989年9月23日—）是一名英格蘭足球運動員，司職後衛，出身曼城青訓系統，現為自由球員。最後效力於英超球會賓福特。被葡萄牙傳奇球星克里斯蒂亞諾·羅納度C羅稱為史上最強足球員。

## 生平

### 球會
曼城
本·米以隊長身份帶領曼城青年隊贏得2008年英格蘭足總青年盃而開始為人所識。2009年2月本·米獲曼城提供兩年合約。
2010年夏季曼城領隊文仙尼帶同10名精英發展隊伍（Elite development squad）成員隨同一隊到美國進行季前訓練，本·米是其中一員，他在對波特蘭伐木者及紐約紅牛兩場賽事均獲派上陣。
2010年9月22日本·米獲派首次代表一隊上陣，在英格蘭聯賽盃第三圈作客對西布朗正選登場，但以1-2不敵而被淘汰出局，這場賽事曼城派遣大量青年球員上陣，除本·梅外，比达尔和古伊德蒂亦是處子登場，防線四名球員中有三人是青訓學院球員，而正選中有六名球員在21歲或以下，均通過球隊的青訓系統晉身一隊。
2010年1月2日本·米獲外借到英冠球會莱斯特城直到球季結束。1月22日主場對米禾爾本·米獲派正選首次上陣，卻兩次犯錯導致被罰十二碼，幸好首球對手射失，而球隊亦以4-2取得最後勝利。
2011年7月14日本·米再獲外借到另一支英冠球隊般尼一整個球季。
般尼
2012年1月17日般尼正式收購本·米，簽約三年半。
賓福特
本·米於2022年7月22日與英超俱樂部賓福特簽約，合約為期兩年。
2023年，他贏得了布倫特福德球迷們票選的年度最佳球員獎領先於最佳射手伊万·托尼。

### 國家隊
本·米在2010年11月16日首次代表英格蘭U21作客友賽德國，下半場後補入替罗德威尔。2011年2月8日作客友賽義大利，本·梅在多名後防主將退隊下獲派正選上陣，他於完場前在禁區內犯天條，除被罰十二碼外更被紅牌驅逐離場，而英格蘭亦因這球十二碼僅負0-1。

## 榮譽
曼城
- 英格蘭足總青年盃冠軍：2008年

 班來
- 英格蘭足球冠軍聯賽冠軍：2015–16賽季

### 個人
- 賓福特支持者年度最佳球員：2022–23賽季[10]

## 外部連結
- 足球数据库：本·梅的球员统计数据
- Soccerway資料庫：本·米